# ينس يوهانسون
ينس يوهانسون (بالسويدية: Jens Johansson)‏ هو موسيقي وملحن وعازف بيانو سويدي، ولد في 2 نوفمبر 1963 في ستوكهولم في السويد.

## وصلات خارجية
- الموقع الرسمي
- ينس يوهانسون على موقع IMDb (الإنجليزية)
- ينس يوهانسون على موقع ميوزك برينز (الإنجليزية)
- ينس يوهانسون على موقع أول ميوزيك (الإنجليزية)
- ينس يوهانسون على موقع ديسكوغز (الإنجليزية)
- ينس يوهانسون على موقع قاعدة بيانات الفيلم (الإنجليزية)